# تريستان دي سالازار
تريستان دي سالازار (بالفرنسية: Tristan de Salazar)‏ هو دبلوماسي فرنسي، ولد في عقد 1430 في يون في فرنسا، وتوفي في 1518 في باريس في فرنسا.